# Greatest Hits (álbum de Avril Lavigne)
Greatest Hits é o primeiro álbum de grandes êxitos da cantora canadense Avril Lavigne. O seu lançamento ocorreu em 21 de junho de 2024, através da Legacy Records, em suporte a oitava turnê de Lavigne, a Greatest Hits Tour. O álbum inclui vinte canções que abrangem a carreira musical de Lavigne desde sua estreia em 2002.

## Antecedentes e lançamento
Em 10 de maio de 2024, Lavigne anunciou seus planos de lançar um álbum de grandes sucessos. O álbum pretende acompanhar sua oitava turnê, a Greatest Hits Tour, que teve inicio em 22 de maio de 2024, em Vancouver. O álbum apresenta 20 músicas que abrangem a carreira de Lavigne e inclui contribuições de Yungblud, Machine Gun Kelly e Blackbear. Greatest Hits está disponível em vinil de 12", CD e formatos digitais, como download digital e streaming online. Os formatos físicos contarão com embalagens do álbum com novas fotografias e uma “nota pessoal de [Lavigne] para seus fãs”.
Coincidindo com o lançamento de seu primeiro álbum Greatest Hits, Avril Lavigne conquistou novos prêmios multi-platina nos EUA por alguns de seus sucessos exclusivos no país, que também são as primeiras quatro faixas apresentadas na compilação. Avril ganhou 3x certificação de platina (3 milhões) por “Sk8er Boi”. “Girlfriend”, notavelmente, recebeu uma honra de 7x platina, significando 7 milhões em unidades nos EUA (downloads e equivalentes de streaming). Avril também ganhou 4x prêmios de platina (4 milhões) por “What the Hell”, junto com também uma certificação 4x de platina por “Complicated”.

## Lista de faixas
| Greatest Hits — Edição padrão |                                                     |                                                                             |                                                                    |         |  |
| N.º                           | Título                                              | Compositor(es)                                                              | Álbum original                                                     | Duração |  |
| 1.                            | "Sk8er Boi"                                         | Avril Lavigne Lauren Christy Scott Spock Graham Edwards                     | Let Go (2002)                                                      | 3:23    |  |
| 2.                            | "Girlfriend"                                        | Lavigne Lukasz Gottwald                                                     | The Best Damn Thing (2007)                                         | 3:37    |  |
| 3.                            | "What the Hell"                                     | Lavigne Max Martin Shellback                                                | Goodbye Lullaby (2011)                                             | 3:39    |  |
| 4.                            | "Complicated"                                       | Lavigne Christy Spock Edwards                                               | Let Go                                                             | 4:05    |  |
| 5.                            | "Don't Tell Me"                                     | Lavigne Evan Taubenfeld                                                     | Under My Skin (2004)                                               | 3:26    |  |
| 6.                            | "I'm a Mess" (com Yungblud)                         | Lavigne Dominic Harrison John Feldmann Travis Barker                        | Love Sux (Deluxe) (2022)                                           | 3:07    |  |
| 7.                            | "He Wasn't"                                         | Lavigne Chantal Kreviazuk                                                   | Under My Skin                                                      | 2:59    |  |
| 8.                            | "Losing Grip"                                       | Lavigne Clif Magness                                                        | Let Go                                                             | 3:53    |  |
| 9.                            | "My Happy Ending"                                   | Lavigne Butch Walker                                                        | Under My Skin                                                      | 4:02    |  |
| 10.                           | "Bite Me"                                           | Lavigne Feldmann Derek Smith Marshmello                                     | Love Sux                                                           | 2:39    |  |
| 11.                           | "Nobody's Home"                                     | Lavigne Ben Moody                                                           | Under My Skin                                                      | 3:32    |  |
| 12.                           | "I'm with You"                                      | Lavigne Christy Spock Edwards                                               | Let Go                                                             | 3:44    |  |
| 13.                           | "When You're Gone"                                  | Lavigne Walker                                                              | The Best Damn Thing                                                | 4:00    |  |
| 14.                           | "Bois Lie" (com part. de Machine Gun Kelly)         | Lavigne Colson Baker Smith Feldmann                                         | Love Sux                                                           | 2:43    |  |
| 15.                           | "Smile"                                             | Lavigne Martin Shellback                                                    | Goodbye Lullaby                                                    | 3:29    |  |
| 16.                           | "Love It When You Hate Me" (com part. de Blackbear) | Lavigne Matthew Musto Smith Feldmann                                        | Love Sux                                                           | 2:25    |  |
| 17.                           | "Rock n Roll"                                       | Lavigne Peter Svensson Rickard B Goransson J Kash Chad Kroeger David Hodges | Avril Lavigne (2013)                                               | 3:26    |  |
| 18.                           | "Here's to Never Growing Up"                        | Lavigne Martin Johnson Kroeger Hodges Kash                                  | Avril Lavigne                                                      | 3:34    |  |
| 19.                           | "Keep Holding On"                                   | Lavigne Gottwald                                                            | The Best Damn Thing e Eragon: Music from the Motion Picture (2006) | 3:59    |  |
| 20.                           | "Head Above Water"                                  | Lavigne Stephan Moccio Travis Clark                                         | Head Above Water (2019)                                            | 3:40    |  |
| Duração total:                | Duração total:                                      | Duração total:                                                              | Duração total:                                                     | 69:22   |  |

| Greatest Hits — Faixas bônus da edição japonesa |                            |                                |                 |         |  |
| N.º                                             | Título                     | Compositor(es)                 | Álbum original  | Duração |  |
| 21.                                             | "Alice" (versão estendida) | Lavigne                        | Goodbye Lullaby | 5:00    |  |
| 22.                                             | "Hello Kitty"              | Lavigne Kroeger Hodges Johnson | Avril Lavigne   | 3:16    |  |

## Histórico de lançamento
| Região | Data                | Formato                             | Versão | Gravadora | Ref.              |
| ------ | ------------------- | ----------------------------------- | ------ | --------- | ----------------- |
| Várias | 21 de junho de 2024 | CD download digital streaming vinil | Padrão | Legacy    | [ 7 ] [ 8 ] [ 9 ] |